# Shorea polita
Shorea polita är en tvåhjärtbladig växtart som beskrevs av António José Rodrigo Vidal. Shorea polita ingår i släktet Shorea och familjen Dipterocarpaceae. Inga underarter finns listade i Catalogue of Life.